# Stenotarsus panamanus
Stenotarsus panamanus es una especie de coleóptero de la familia Endomychidae.

## Distribución geográfica
Habita en Panamá.